# Римская
«Ри́мская» — станция Московского метрополитена, расположена на Люблинско-Дмитровской линии между станциями «Чкаловская» и «Крестьянская застава». Открыта 28 декабря 1995 года в составе участка «Чкаловская» — «Волжская». Одна из немногих станций московского метро, получивших название не по расположенному поблизости городскому объекту.

## История
Станция открыта 28 декабря 1995 года в составе участка «Чкаловская» — «Волжская», после открытия которого в Московском метрополитене стало 157 станций.

## Конструкция станции
Станция «Римская» — колонная трёхсводчатая глубокого заложения. Сооружена по новому проекту — колонны и путевые стены опираются на сплошную монолитную плиту, нет подплатформенных помещений.

## Внешний вид
В проектировании художественного оформления станции принимали участие итальянские архитекторы Джампаоло Имбриги (Giampaolo Imbrighi) и Андреа Куатрокки (Andrea Quattrocchi). Для отделки пилонов и колонн использованы мраморы различных пород. Пилоны станции облицованы серым мрамором. Пол выложен чёрным, красным и серым гранитом.
Тема оформления станции — «Римские достопримечательности». Скульптор Л. Л. Берлин выполнил композицию «Фонтан» с фигурами младенцев Ромула и Рема — основателей Рима, а также четыре медальона. Входящий в композицию фонтан-водопад — единственный в московском метро.
В центральном зале нет ни одного указателя, чтобы не портилась композиция станции.

## Вестибюли и пересадки
Пересадка на станцию «Площадь Ильича» Калининской линии осуществляется из северного торца центрального зала по эскалаторам. Вестибюли обеих станций находятся в общем подземном переходе: выход с «Римской» расположен ближе к лестничному сходу на улицу Золоторожский Вал.
Выход в город осуществляется через вестибюль по эскалаторам на Международную и Рабочую улицы, на шоссе Энтузиастов, площадь Рогожская Застава, к Рогожскому Валу и к платформе Серп и Молот МЦД-4.
Со станции имеется наземная пересадка на станцию Москва-Товарная-Курская второго московского центрального диаметра МЦД-2.

## Наземный общественный транспорт
На этой станции можно пересесть на следующие маршруты городского пассажирского транспорта:
- Автобусы: м6, 40, 125, 340, 360, 365, 567, с636, т53, н4
- Трамваи: 2, 12, 38, 46

## Галерея
| - Зал станции. 2 августа 2010 года. - Зал станции. 4 сентября 2011 года. На заднем плане — переход на станцию «Площадь Ильича» - Название станции на стене у выхода - Указатель. 2009 год. - Скульптурная композиция «Мадонна с младенцем» - Композиция «Колонны» - Деталь композиции «Колонны» - Ниша с фонтаном - Скульптура «Ромул и Рем», 2022 год. |

## Станция в цифрах
- Таблица времени прохождения первого поезда через станцию[5]:

| По чётным числам                         | Будние дни | Выходные дни |
| По нечётным числам                       | Будние дни | Выходные дни |
| В сторону станции «Чкаловская»           | 05:48:00   | 05:48:00     |
| В сторону станции «Чкаловская»           | 05:48:00   | 05:48:00     |
| В сторону станции «Крестьянская застава» | 05:55:00   | 05:55:00     |
| В сторону станции «Крестьянская застава» | 05:55:00   | 05:55:00     |